# Réserve écologique des Gannet Islands
La réserve écologique des Gannet Islands (anglais : Gannet Islands Ecological Reserve) est une réserve naturelle de Terre-Neuve-et-Labrador (Canada) située dans la mer du Labrador. Elle protège la plus grande colonie de petit pingouin en Amérique du Nord.